# Liste des personnages de Digimon Adventure

Titre original de la série Digimon Adventure.

Titre original de la série Digimon Adventure 02.

Cet article met en avant la liste des personnages des deux premières saisons, intitulées Digimon Adventure et Digimon Adventure 02, tirées de la franchise médiatique japonaise Digimon. La première saison est originellement diffusée au Japon du 7 mars 1999 au 26 mars 2000, tandis que la deuxième saison est diffusée du 2 avril 2000 au 25 mars 2001 en tant que continuité directe. Chaque digisauveur (élu humain) et chaque Digimon (créature numérique) est représenté dans une liste distincte (protagonistes et antagonistes). Les informations sont extraites des épisodes originaux et liens externes (pour la plupart officiels) et les techniques sont tirées des traductions françaises officielles des cartes à jouer commercialisées par la branche commerciale Bandai (actuellement Namco Bandai). La liste présente également les comédiens français et japonais prêtant leurs voix aux personnages.

## Digisauveurs

### Tai et Agumon
- Taichi « Tai » Kamiya (八神 太一, Yagami Taichi?) est le chef de l'équipe de digisauveurs et principal protagoniste de l'univers Digimon Adventure[1], il réapparaît dans la seconde saison de la série animée. Il est âgé de 11 ans[note 1]. Tai est un garçon de taille moyenne aux cheveux bruns, coiffés en pétard. C'est un excellent joueur de football, courageux et qui se déclare comme un leader responsable. Il a une sœur cadette, Kari, avec qui il est très proche. Sa meilleure amie est Sora Takenouchi[3]. C'est plutôt une tête brûlée qui agit spontanément et sans réfléchir, ce qui oblige souvent ses amis à le freiner. De plus, sa forte personnalité de chef de groupe a parfois tendance à le rendre extrêmement dur, impatient et autoritaire comme dans l'épisode Une mauvaise surprise, qui conduit à l'apparition de SkullGreymon. Au début de la série, il se heurte souvent à Matt, car celui-ci le contredit constamment, et cela dégénère même parfois en véritable bagarre, comme dans Coup de froid, mais vers la fin de la première saison, ils deviennent meilleurs amis. Tai possède le symbole du courage, qu'il obtient durant l'épisode 15, peu après la première rencontre avec Etemon[4]. De plus, il apprend rapidement au cours de l'histoire que le vrai courage ne consiste pas à combattre ses ennemis, mais à affronter ses peurs[5]. Trois ans après les événements de la première saison, Tai entre au lycée (collège, dans la version originale). Il donne à Davis, le protagoniste principal de la deuxième saison, ses anciennes lunettes. Vingt-cinq ans plus tard, Tai et Agumon deviennent diplomates dans le monde réel et dans le Digimonde[6] ; il a un fils, dont le partenaire est Koromon. Tai est doublé par Donald Reignoux en français, et Toshiko Fujita en japonais[7].

- Agumon (アグモン?) [a.ɡy.mɔn] : Agumon est un Digimon reptilien de type antivirus et de niveau disciple. Physiquement, il ressemble à un petit dinosaure orange, avec des yeux verts et trois griffes sur chaque patte. Il est le partenaire Digimon de Tai et comme ce dernier, il est plutôt tête brûlée. Sinon, il a un tempérament aimable et adore rendre service. Le nom Agumon désigne uniquement la forme disciple de ce Digimon,, Agumon est capable de se digivolver, c'est-à-dire de prendre une autre forme à chaque fois plus puissante que la précédente avec un nom propre. Néanmoins, la forme disciple reste la forme la plus courante. Lorsque Tai, amené dans le Digimonde, le rencontre, Agumon n'est que sous sa forme au niveau entraînement, Koromon. Par la suite, il se digivolve au niveau disciple pour défendre Tai contre un Kuwagamon[8]. Ses attaques sont Dinoflamme, et Griffe-Attaque[N 1]. Il est doublé par Hervé Rey en français, et Chika Sakamoto en japonais[7].

Digivolutions
| - Botamon (ボタモン) : Botamon est la forme d'Agumon au niveau bébé, c'est-à-dire le niveau le plus faible. Il ressemble à une boule de poil toute noire avec deux petites oreilles et deux yeux jaune. Il est absolument inoffensif. Il apparaît dans les épisodes 12 et 13. |
| - Koromon (コロモン) : Koromon est la forme d'Agumon au niveau entraînement, c'est-à-dire celle juste avant Agumon. C'est sous cette forme que Tai le rencontre dans le premier épisode, avant qu'il ne se digivolve pour combattre Kuwagamon. Koromon est une petite tête rose dépourvue de corps, avec des antennes et quelques petites dents pointues. |
| - Greymon (グレイモン) [ɡʁe.mɔn] : Greymon est la forme d'Agumon au niveau champion. Sous cette forme, il devient une sorte de tyrannosaure orange à rayures bleu clair, portant un crâne protecteur marron avec trois longues cornes (une sur chaque tempe et une sur la gueule). Ses bras possèdent trois doigts et sont un peu plus grands que ceux d'un tyrannosaure. Enfin, il est beaucoup plus grand qu'un humain. Agumon se digivolve en Greymon pour la première fois dans le deuxième épisode, pour sauver Tai de Shellmon, un Digimon mollusque. Ses attaques sont Tir Nova, et Super-Corne. |
| - SkullGreymon (スカルグレイモン) : est une forme alternative d'Agumon au niveau ultime. Il s'agit d'un Greymon squelette géant possédant un lance-missiles sur le dos. C'est un Digimon squelette de type virus, décrit par Tentomon comme étant la terreur des autres Digimon. Lorsque Agumon prend cette forme, il devient incontrôlable, y compris pour lui-même, et attaque sans distinction amis et ennemis. Il apparaît dans l'épisode 16, où Tai, étant le seul à avoir obtenu un symbole pour digivolver son Digimon au niveau ultime, se sent responsable, et se comporte de façon extrêmement autoritaire vis-à-vis des autres, Agumon y compris. Partant du principe que, pour se digivolver, les Digimon doivent être rassasiés, il gave complètement Agumon, allant jusqu'à priver les autres de leur part de nourriture et à rendre Agumon malade. Plus tard, les digisauveurs et leurs Digimon sont capturés par Etemon, qui les emprisonne tous excepté Agumon et lâche un Greymon dressé sur eux. Agumon se digivolve en Greymon à son tour et l'affronte, mais, du fait de son excès de nourriture, se retrouve désavantagé. Lorsque les digisauveurs se libèrent, Tai tente de contraindre son propre Greymon à se digivolver au niveau ultime en se mettant volontairement en danger. Le symbole s'active en effet, mais du fait de son mauvais traitement, Greymon ne put se digivolver correctement, et se transforme en SkullGreymon. Il vainquit effectivement le Greymon d'Etemon avec facilité, mais se retourna ensuite contre les digisauveurs, et s'en prit sauvagement à Garurumon, Birdramon et Kabuterimon lorsque ceux-ci tentèrent de le maîtriser. Finalement, épuisé par l'énergie dépensée dans les combats, il redevient Koromon. Cet incident montra aux digisauveurs à quel point leur attitude vis-à-vis de leurs Digimon pouvait influencer ceux-ci, et Tai compris notamment qu'il s'était mal comporté envers Agumon. Son attaque principale est Tir Maléfique. |
| - MetalGreymon (メタルグレイモン) : MetalGreymon est la véritable forme d'Agumon au niveau ultime. Il s'agit d'un gigantesque Greymon cyborg : en dehors de sa taille, plusieurs fois supérieure à celle de Greymon, il est très semblable à son niveau champion. Il porte un heaume en métal à la place de son casque, possède des ailes violettes et une crinière rouge. Son bras gauche est robotique, de même que son poitrail, qui peut s'ouvrir pour révéler un lance-missile. Une partie de sa peau sur sa queue est déchiré, laissant voire une autre prothèse. Greymon se digivolve pour la première fois en MetalGreymon dans l'épisode 20, lors du combat final contre Etemon. La détermination et le courage montré par Tai contre ce dernier portant au maximum de sa puissance active le symbole du Courage une seconde fois, permettant à Greymon de se digivolver correctement et de vaincre Etemon. Ses attaques sont Giga-Blaster et Méga-griffes. |
| - WarGreymon (ウォーグレイモン) : WarGreymon est la forme d'Agumon au niveau méga. C'est un Greymon à la silhouette humanoïde, vêtu d'une armure dorée et argentée, avec des ailes marquées du symbole du courage dans le dos et des protections sur les avant-bras munis de gigantesques griffes. Sa tête est très semblable à celle de MetalGreymon, bien que de taille plus réduite comparée au corps et avec un museau plus court. Il est surnommé « Le destructeur de Dramons » en raison de sa faculté particulièrement efficace à détruire les Digimon dragons. WarGreymon apparaît dans l'épisode 38-39, lors du combat Contre VenomMyotismon. Ses attaques sont Nova Force et Méga-griffes. |
| - Machinedramon (ムゲンドラモン, Mugendramon) : Machinedramon est une forme alternative d'Agumon au niveau méga, n'apparaissant pas dans la série animée de 1999. A ne pas confondre avec l'un des Maîtres de l'Ombre, un personnage distinct. La silhouette de Machinedramon est néanmoins aperçue lors du combat contre DoneDevimon, dans l'épisode 24 La dernière évolution, DoneDevimon de la série Digimon Adventure:. |
| - BlitzGreymon (ブリッツグレイモン) : BlitzGreymon est une forme alternative d'Agumon au niveau méga. Il n’apparaît pas dans la série originale de 1999, il n'apparaît que dans l'épisode 36 Opération Satellite abattu de la série Digimon Adventure: Agumon obtient cette forme lorsqu'il est soumis à un champ électrique au moment où il doit se digivolver en WarGreymon. |
| - Omnimon (オメガモン, Omegamon) est la digivolution ADN de WarGreymon et de MetalGarurumon. Il s'agit d'une sorte de chevalier en armure blanche et en cape rouge, avec une tête de WarGreymon agrandie à la place de la main gauche et une tête de MetalGarurumon agrandie à la place de la main droite. C'est un niveau méga, mais comme il est issu de la digivolution ADN de deux niveaux méga, il est extraordinairement puissant. Il apparaît pour la première fois dans le second film de Digimon, lors du combat contre Diaboromon. Il fait son apparition dans Digimon, le film. Ses attaques sont Glaive éclair et Garuru-canon. Dans la série Digimon Adventure Tri. il acquiert la forme Omnimon: Merciful Mode en absorbant les autres digimons de niveau Mega (Phoenixmon, HerculesKabuterimon, Rosemon, Vikemon, Seraphimon et Magnadramon); et dans la série Digimon Adventure: il obtient la forme alternative Omnimon Alter-S. |

### Matt et Gabumon
- Yamato « Matt » Ishida (石田 ヤマト?) fait partie de l'équipe des digisauveurs. C'est un garçon blond de 11 ans, plutôt de grande taille, qui manie bien de l'harmonica. Il a un demi-frère, T.K., avec lequel il entretient une relation fusionnelle, bien qu'il soit excessivement préoccupé par sa protection, jusqu'à ce qu'il comprenne que son frère est grand et qu'il peut se débrouiller. Matt est un solitaire et un rebelle[15], souvent à l'écart des autres, et conteste presque toujours les décisions de Tai : Bien qu'ils soient fondamentalement amis, leur rivalité les amène parfois à en venir aux mains. Il est également replié sur lui-même, montre peu ses sentiments et a peur de s'attacher aux gens depuis le divorce de ses parents[3]. Matt est très attaché à son partenaire Digimon Gabumon, qui est pour lui un ami et un confident. Mis à part Tai et TK, sa relation avec les autres membres du groupe est plutôt distante. Mais même s'il ne laisse que peu transparaître à quel point ses amis sont importants pour lui, cette importance se manifeste dans ses actions, étant capable de faire preuve d'un courage insensé lorsqu'il s'agit de les sauver. Le symbole de Matt est l'amitié. Dans un premier temps, il a du mal à comprendre pourquoi il possède ce symbole, mais il finit par apprendre et à accepter son amitié avec les autres, en particulier avec Tai. Il apparaît dans les deux premières saisons. Matt est doublé par Alexis Tomassian en français, et Yūto Kazama en japonais.
- Gabumon (ガブモン?) [ɡa.by.mɔn] : Gabumon est un Digimon reptilien de niveau disciple de type donnée[16] et est le partenaire de Matt Ishida. En effet, Il porte une fourrure semblable à celle d'un loup blanc à rayures bleues, qui recouvre le haut de son corps. Il retire cette fourrure au cours d'un épisode (épisode 9 de la saison 1 pour réchauffer Matt), mais il n'est pas révélé à quoi il ressemble sans elle. Il a une attitude plutôt « cool » et sa loyauté va à Matt, même durant la brève période où ce dernier combat les autres digisauveurs. Néanmoins, c'est aussi lui qui a convaincu Matt de revenir parmi les autres digisauveurs ensuite, lui promettant qu'ils seraient « amis pour la vie ». Ses attaques sont Dinoflamme bleue et Attaque licorne[N 1]. Il est doublé par Hervé Rey[17] en français, et Mayumi Yamaguchi en japonais[7].

Digivolutions
| - Punimon (プニモン) : Punimon est la forme de Gabumon au niveau bébé. Il apparait comme une boule rose-rouge, avec trois bosses sur la tête et deux yeux. Il est absolument inoffensif Punimon apparaît dans l'épisode 45, lors d'un flashback. Il apparaît aussi au village des bébés, dans plusieurs berceaux. |
| - Tsunomon (ツノモン) : Tsunomon est la forme de Gabumon au niveau entraînement, c'est-à-dire entre le niveau bébé et le niveau disciple. Il ressemble à une boule marron à visage beige, avec une corne sur la tête, des yeux et une bouche. Bien que plus fort que Punimon, il reste très faible. Matt rencontre Tsunomon sous cette forme dans le premier épisode. Peu après, Tsunomon se digivolve en Gabumon pour le défendre contre Kuwagamon. |
| - Garurumon (ガルルモン) [ɡa.ʁy.ʁy.mɔn] : Garurumon est la forme de Gabumon au niveau champion. C'est un énorme loup blanc à rayures bleues, à queue qui ressemble à celui des bovidés, à plusieurs plumes sur la tête formant une sorte de crinière plumés, aux longues oreilles et dont la fourrure, selon Tentomon, est plus dure que le diamant. Gabumon se digivolve en Garurumon pour la première fois dans Le Loup bleu afin de sauver Matt de Seadramon. Ses attaques sont Hurlement Tonnerre, et Attaque Massue.                                 |
| - WereGarurumon (ワーガルルモン) [wɛʁ.ɡa.ʁy.ʁy.mɔn] : WereGarurumon est la forme de Garurumon au niveau ultime. Inspiré des loup-garous, il apparaît comme un Garurumon tenant sur deux pattes, portant quelques vêtements, notamment un pantalon, un brassard, un poing américain et une épaulière. Contrairement à la plupart des formes ultimes, il est plus petit que sa forme champion. Garurumon se digivolve en WereGarurumon pour la première fois pour sauver Joe et Matt contre Digitamamon. Ses attaques sont Griffes de loup, et Garuru-kick. |
| - MetalGarurumon (メタルガルルモン) : MetalGarurumon est la forme de Gabumon au niveau méga. Il apparaît comme une version robotique ailée de Garurumon. Il apparaît dans les épisodes 38-39, en même temps que WarGreymon pour affronter VenomMyotismon. Ses attaques sont Griffes de loup métal, et Giga-missile (ou Métal-attaque gaz dans le film). |
| - CresGarurumon (クーレスガルルモン) : CresGarurumon est une forme alternative de Gabumon au niveau méga. Elle n’apparaît pas dans la série originale de 1999. Gabumon obtient cette forme lorsqu'il est soumis à la pleine lune au moment où il doit se digivolver en MetalGarurumon. CresGarurumon n’apparaît que dans l'épisode 56 Le loup doré du croissant de lune de la série Digimon Adventure: |
| - Omnimon (オメガモン, Omegamon) : Voir Agumon. |

### Sora et Biyomon
- Sora Takenouchi (武之内 空?) fait partie de l'équipe des digisauveurs et a 11 ans, elle est la meilleure amie de Tai Kamiya et joue aussi au football[18]. Sora est la voix de la raison dans le groupe, perçue comme un garçon manqué[1], elle aimerait bien se lâcher et vivre une aventure sans prise de tête, mais au lieu de cela, elle prend la responsabilité de veiller sur les autres et, en particulier Tai, en raison de sa naïveté[19]. Le fait qu'elle soit garçon manqué créé quelques problèmes avec sa mère, très rigoureuse, qui voulait que Sora quitte le football pour étudier l'art floral. Le père de Sora est souvent absent. Dans la seconde saison, elle est toujours active, jouant au tennis et aide les digisauveurs de la deuxième saison à l'occasion, elle a aussi commencé à apprendre l'art floral auprès de sa mère[20]. Son partenaire Digimon est Biyomon, et son symbole est celui de l'Amour. Elle est doublée par Annabelle Roux en français, et Yuko Mizutani en japonais[7].
- Biyomon (ピヨモン, Piyomon?) [bi.jɔ.mɔn] : Biyomon est un Digimon de niveau disciple et de type antivirus, au physique d'un petit oiseau rose, dont le bout de sa queue et de sa tête est bleu, avec des pattes jaunes à griffes rouges. Il possède un anneau sur sa jambe droite[21]. Ses yeux sont bleus. Sa partenaire Sora le rencontre pour la première fois dans le premier épisode[10], il est alors sous sa forme en entraînement, Yokomon. Peu après, il se digivolve en Biyomon pour défendre Sora contre Kuwagamon[8]. Le nom « Biyomon » se réfère uniquement à la forme de ce Digimon au niveau disciple. Ses attaques sont Spiro-tornade et Bec-attaque[N 1]. Elle est doublée par Marie-Eugénie Maréchal en français, et Atori Shigematsu en japonais[7].

Digivolutions 
| - Nyokimon (ニョキモン) : Nyokimon est la forme de Biyomon au niveau bébé, c'est-à-dire au niveau le plus bas, celui sous lequel il apparaît à la sortie de son œuf. Il ressemble alors à une graine noire à yeux jaunes avec deux feuilles d'arbres au sommet de sa tête. Il n'apparaît qu'à une occasion, dans un flashback de Digimon Adventure, lorsqu'il sort de l'œuf de Biyomon. |
| - Yokomon (ピョコモン, Pyokomon) [ jɔ.kɔ.mɔn] : Yokomon est la forme de Biyomon au niveau entraînement. Il apparaît alors comme une boule rose surmontée d'une fleur bleue. Son attaque est Bulles-attaque. |
| - Birdramon (バ-ドラモン) [bœʁ.dʁa.mɔn] : Birdramon est la forme de Biyomon au niveau champion. Birdramon apparaît comme un phénix de feu. Seules les personnes qui ont un bon cœur peuvent le toucher, sinon elles sont brûlées par le feu[réf. nécessaire]. Birdramon apparaît pour la première fois dans l'épisode 4, pour combattre Meramon, qui était sous l'emprise d'une roue noire de Devimon. Ses attaques sont Ailes météor, et Flamoflap. |
| - Garudamon (ガルダモン) [ɡa.ʁyə.da.mɔn] : Garudamon est la forme de Biyomon au niveau ultime. Garudamon est un gigantesque oiseau humanoïde rouge et orange, possédant d'énormes pattes à serres grises. Il apparaît pour la première fois dans "Des signes d'amour", où Birdramon a été frappé par la foudre écarlate de Myotismon. Sora court vers lui en criant « Birdramon, non ! Je t'aime ! » Cela a permis à Birdramon de se digivolver en Garudamon, ce qui a permis aux digisauveurs d'échapper au Digimon vampire. Son attaque principale est Lamoflap. |
| - Phoenixmon (ホウオウモン, Hououmon): Phoenixmon est la forme de Biyomon au niveau méga. Comme son nom l'indique elle ressemble au Phénix. |

### Izzy et Tentomon
- Koushiro « Izzy » Izumi (泉 光子郎, Izumi Kōshirō?) est l'un des digisauveurs principaux et est âgé de 10 ans. Il est plutôt de petite taille, avec des yeux noirs et des cheveux roux[1]. Il possède un ordinateur portable dont il ne se sépare presque jamais. Caractériellement, Izzy est un surdoué, véritable génie de l'informatique[1], capable de faire des calculs complexes et des analyses de programmes avec une facilité et une habileté stupéfiantes. Il a également montré à certaines reprises qu'il avait des connaissances dans d'autres domaines. En revanche, ses explications sont rarement claires, et il a du mal à adapter son langage pour le rendre compréhensible à ses amis. De plus, il aime tellement l'informatique qu'il passerait des heures sur son ordinateur si les autres n'étaient pas là pour l'arrêter. Cette manie cause notamment dans l'épisode 10 l'exaspération de Mimi, qui ne supporte pas qu'il soit sans cesse collé à son ordinateur sans s'occuper d'elle[22]. Néanmoins, il est solidaire vis-à-vis des autres, et n'hésite pas à lâcher son clavier pour aller aider du mieux qu'il peut ses amis s'ils sont en danger. Izzy est aussi très curieux, et cherche des théories sur le Digimonde[23], sa raison d'exister et celle des Digimon. Il en vient même parfois à penser à des extraterrestres. Sa curiosité est la base une qualité non négligeable, mais elle peut lui apporter des ennuis, car il en a tendance à oublier les dangers qui l'entourent.

Il est appris, dans l'épisode 5, qu'Izzy s'est en réalité réfugié dans l'informatique après avoir appris par hasard qu'il avait été adopté, ce que son père n'avait pas voulu lui dire pour ne pas perturber son travail scolaire. Ce souvenir l'a hanté pendant un long moment, mais il aime ses parents adoptifs autant que s'ils étaient ses vrais parents, et il finira par se réconcilier avec eux à ce sujet. À première vue, comme il reste en permanence devant son ordinateur, il peut sembler qu'Izzy ne s'intéresse pas à Tentomon, son partenaire Digimon, mais en réalité, il l'adore ; dans l'épisode 5, lorsque l'un de ses programmes fait accidentellement surchauffer les données de Tentomon, il coupe son ordinateur et se précipite vers lui pour voir ce qui lui arrive.
De même, dans l'épisode 24, après avoir temporairement perdu sa curiosité au profit du perfide Vademon, Izzy retrouve ses esprits lorsqu'il réalise que son Digimon dépérit s'il ne fait plus attention à lui. Enfin, dans l'épisode 54, il lui avoue qu'il l'aime beaucoup. Le symbole d'Izzy est la Connaissance, qu'il obtient dans l'épisode intitulé Bravo Piximon !. La présentation du futur des digisauveurs à la fin de Digimon Adventure 02 précise qu'il a eu une fille, ce qui signifie qu'il s'est normalement marié, mais comme la majorité des personnages (Mimi incluse), l'identité de son épouse demeure inconnue. Il est doublé par Natacha Gerritsen en français, et Umi Tenjin en japonais.
- Tentomon (テントモン?) [tɑ̃.to.mɔn] : Tentomon est un personnage de fiction de l'univers Digimon. Il s'agit d'un des héros Digimon de Digimon Adventure et du partenaire Digimon d'Izzy. Comme tous les autres héros de cette série, il réapparaît dans Digimon Adventure 02. Il ressemble à une sorte de coccinelle, avec des piquants à la place des points sur la carapace, une grosse griffe sur chaque patte de devant et des mains à trois doigts sur les pattes de derrière. Il a les yeux verts et une bouche dotée de mandibules s'ouvrant sans doute à la verticale, bien qu'elles ne bougent pas lorsqu'il parle. Comme le coléoptère auquel il ressemble, il est capable de voler. Tentomon est un Digimon insectoïde de niveau disciple et de type antivirus. Il admire profondément Izzy pour ses capacités en informatique, et, comme lui, il possède de vastes connaissances, cette fois sur les Digimon : c'est lui qui se charge de présenter et décrire les Digimon rencontrés, jusqu'à ce qu'Izzy obtienne le digi-analyseur. Les informations que Tentomon possède ont tendance à être incomplètes ou pas assez précises (en VO c'est un narrateur qui donne les informations sur les Digimon et même après l'obtention du digi-analyser, il est rare que ce soit Izzy qui fasse la description). Son attaque principale est Décharge Électrique[N 1]. Le nom « Tentomon » se réfère uniquement à la forme de ce Digimon au niveau disciple. Il est doublé par Thierry Bourdon en français, et Takahiro Sakurai en japonais[7].

Digivolutions
| - Pabumon (バブモン, Babumon) : Pabumon est la forme de Tentomon au niveau bébé. Il ressemble alors à une petite masse de liquide verte dotée d'yeux, avec une tétine. Contrairement à ses autres formes, il ne semble pas capable de parler comme un humain. Pabumon apparaît dans l'épisode 24, où Vademon, un Digimon extraterrestre, fait temporairement perdre sa curiosité à Izzy, ce qui amène Tentomon à une telle perte d'énergie qu'il retombe à son niveau bébé. |
| - Motimon (モチモン, Mochimon) : Motimon est la forme de Tentomon au niveau entraînement. Sous cette forme, il ressemble à une sorte de petit fantôme rose avec des yeux, une bouche et trois doigts sur chaque main. Il ne peut pas voler, et son potentiel de combat, bien que supérieur à celui de Pabumon, est très faible. Motimon apparaît dans le premier épisode, où il possède cette forme lorsque Izzy le rencontre. Il est le deuxième Digimon à apparaître dans la série, juste après Koromon. Peu après, dans le même épisode, il se digivolve en Tentomon pour défendre Izzy contre Kuwagamon. Son attaque est Bulles-attaque. |
| - Kabuterimon (カブテリモン) [ka.by.teʁi.mɔn] : Kabuterimon est la forme de Tentomon au niveau champion. Il apparaît comme un gigantesque insecte bleu au corps vaguement humanoïde, avec quatre bras, quatre grandes ailes, un dard et une sorte de casque gris muni d'une corne sur le nez. Sa bouche possède trois mâchoires, dont deux verticales situées sur les côtés et une horizontale située au niveau inférieur, toutes étant pourvues de crocs. Il ne possède pas d'yeux visibles, mais rien ne prouve dans la série qu'il soit réellement aveugle, et d'ailleurs, le fait qu'il parvienne à viser la jambe d'Andromon dans Le Faux Androïde prouverait plutôt le contraire. Tentomon se digivolve pour la première fois en Kabuterimon dans cet épisode lors du combat contre Andromon alors que ce dernier est possédé par une roue noire. Izzy déclenche la digivolution en utilisant un programme qu'il vient de découvrir. Ses attaques sont Méga Électrochoc, et Coléoptocorne.          |
| - MegaKabuterimon (アトラーカブテリモン, Alturkabuterimon) : MegaKabuterimon est la forme de Tentomon au niveau ultime et qu'il obtient en utilisant le symbole de la Connaissance. Encore plus grand que Kabuterimon, il est cette fois-ci rouge (sauf les mains et les pieds, qui restent bleus), avec des détails blancs sur son torse. Sa tête est plus arrondie, sa corne désormais ressemblante à celle d'un scarabée rhinocéros, et ses ailes sont recouvertes d'une carapace semblable à celle des coléoptères, avec une sphère bleu clair sertie au sommet de cette carapace. Kabuterimon se digivolve en MegaKabuterimon pour la première fois dans l'épisode 24, lorsqu'Izzy récupère sa curiosité, afin de pouvoir combattre Vademon. Par la suite, Tentomon perd la faculté de prendre cette forme dans le premier film de Digimon, puis la récupère dans Digimon Adventure 02. Son attaque est Cornes-Broyeur. Pour voler, il n'utilise pas d'ailes mais le bas de son dos comme une fusée. |
| - HerculesKabuterimon (ヘラクルカブテリモン, Heraklekabuterimon) : HerculesKabuterimon est la forme au niveau méga de Tentomon. Son attaque est Gigapinces-cisailles. |

### Mimi et Palmon

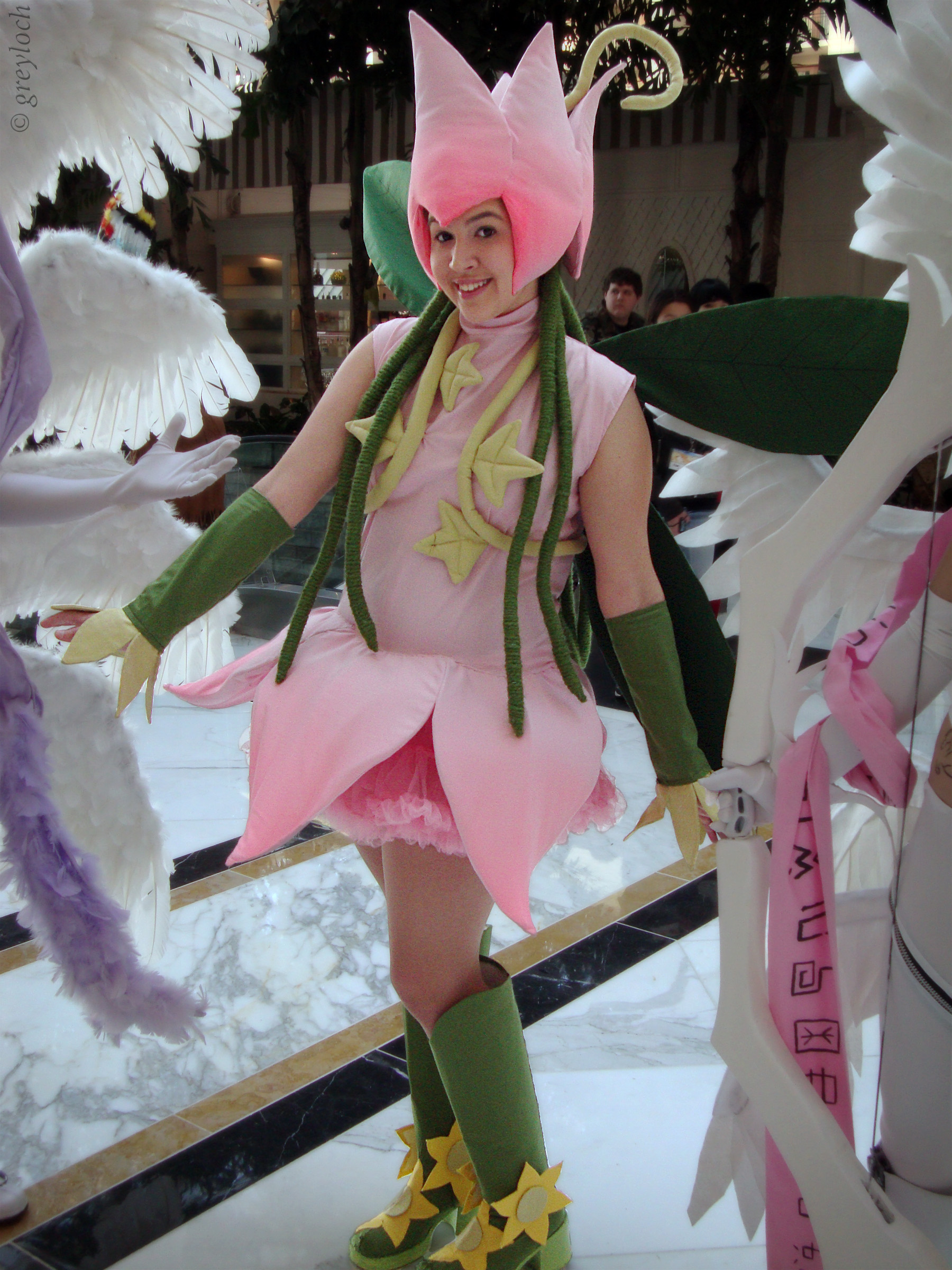
Costume de Lillymon.

- Mimi Tachikawa (太刀川 ミミ?) fait partie de l'équipe des digisauveurs. Elle est coquette, excentrique et plutôt superficielle, elle se plaint souvent pour des choses plutôt futiles, par exemple parce qu'elle a faim, chaud ou soif, ce qui donne l'impression qu'elle est égocentrique. Agée de 10 ans, elle est dans la même classe qu'Izzy Izumi. Elle est presque aussi gourmande qu'un Digimon, et se plaint facilement de son estomac. Elle est capable de se montrer colérique, et n'hésite que rarement à s'opposer aux décisions de Tai. En réalité, Mimi est fille unique, choyée par ses parents, ce qui peut expliquer en grande partie son attitude. Elle fait partie de l'équipe de digisauveurs et sa partenaire Digimon est Palmon. Au fond, c'est une jeune fille sensible, qui a horreur de la violence et de voir souffrir les autres. Elle quitte le groupe pendant un moment, car elle ne supporte plus de voir les créatures périr au fil de l'aventure. C'est ainsi qu'elle se retrouve seule avec Joe. Ce dernier, s'étant fortement attaché à la jeune fille, ne peut la laisser seule et décide de la protéger. Néanmoins, après la disparition de Leomon, Mimi comprend que la violence est parfois forcée. Avec Palmon, Mimi forme une armée de Digimon. Elle retrouve tous les anciens Digimon qui ont pu les aider et, s'en va sauver avec eux ses amis qui se battent contre Piedmon. Le chef des Numemon tombe amoureux d'elle dans l'épisode 6, et Sukamon demande à l'embrasser dans l'épisode 10. En général, elle réagit mal aux sollicitations de ces monstres, et les repousse toujours. Le symbole de Mimi est la sincérité, cela étant dû au fait qu'elle n'hésite jamais à dire ce qu'elle pense, sans craindre de vexer les autres. Concernant ses relations avec les autres, Mimi possède peu d'amis parmi les autres digisauveurs. Elle semble plutôt proche avec Sora qui est la seule fille avec elle au début. Elle a du mal à supporter lorsqu'Izzy reste des heures sur son ordinateur sans jamais lui adresser la parole, comme il est constaté dans l'épisode 10, mais une observation attentive permet de voir qu'au fond, elle est admirative de son intelligence. Mais celui dont elle est le plus proche, c'est Joe. Ayant des personnalités opposées, ils se complètent et se chamaillent sans cesse. Dans les films, elle n'a jamais réellement un grand rôle. Dans le premier, elle assiste au combat des Digimon[27]. Dans le second, elle est en vacances à Hawaï (elle envoie une carte à Tai, reçoit des chocolats de Joe et voit un des missiles passer au-dessus de sa tête), dans le troisième elle disparaît alors que T.K. et Kari lui rendent visite à New York, États-Unis, et enfin, dans le quatrième, elle est avec Izzy sur le net pour combattre les mauvais Digimon[27]. Dans la seconde saison, ses parents ont décidé de partir vivre à New York, où elle va au lycée. Elle s'y est d'ailleurs fait des amis, comme Michael. Elle reste en contact avec ses anciens amis par courriel ou par téléphone et leur rend visite à l'occasion. Durant la dernière bataille, elle affronte les monstres avec les digisauveurs d'Amérique. Lors de l'épilogue 25 ans plus tard, Mimi est devenue animatrice d'une émission de cuisine et semble être très connue et elle a un fils. Elle est doublée par Michèle Lituac en français, et Ai Maeda en japonais[7].

- Palmon (パルモン?) : Palmon est la partenaire Digimon de Mimi. Il s'agit d'une créature verte à l'aspect général humanoïde, faisant à peu près la moitié de la taille d'un enfant humain. Elle possède des yeux noirs, de petites dents pointues, une queue, des racines à la place des pieds et deux bras en forme de feuilles avec trois griffes sur chaque main. Ses bras sont particulièrement longs, descendant jusqu'au sol. Elle n'a pas de cheveux, mais possède à la place une grande fleur rose à étamines jaunes sur le sommet de son crâne. Quelques minuscules bulbes poussent sur son dos. Il s'agit d'un Digimon végétal de niveau disciple et de type donnée. Mimi la rencontre dans le premier épisode, où elle est alors sous sa forme de Tanemon. Peu après, elle se digivolve en Palmon pour défendre Mimi contre Kuwagamon. Ses attaques sont Sumac vénéneux et Attaque fétide[N 1]. Le nom « Palmon » se réfère uniquement à la forme de ce Digimon au niveau disciple. Elle est doublée par Annabelle Roux en français, et Kinoko Yamada en japonais.

Digivolutions
| - Yuramon (ユラモン) : Yuramon est la forme de Palmon au niveau bébé, c'est-à-dire au niveau le plus bas, celui sous lequel elle apparaît à la sortie de son œuf. Elle ressemble alors à une boule bleue à poils blancs, avec deux antennes et deux yeux noirs. Il n'apparaît qu'à une occasion, dans un flashback de Digimon Adventure, dans lequel il sort de l'œuf de Palmon. |
| - Tanemon (タネモン) : Tanemon est la forme de Palmon au niveau entraînement. Elle apparaît alors comme une boule verte et blanche, avec deux pieds, deux yeux rouges et une paire de feuilles jaillissant de sa tête. Mimi rencontre Tanemon sous cette forme dans le premier épisode. Peu après, elle se digivolve en Palmon pour défendre Mimi contre Kuwagamon. |
| - Togemon (トゲモン) : Togemon est la forme de Palmon au niveau champion. Elle apparaît alors comme un gigantesque cactus doté de bras et de pieds, avec des gants de boxe rouges. Ses yeux et sa bouche se limitent à trois trous creusés dans le cactus, et une mèche de cheveux orange dépasse au sommet de sa tête. Sous cette forme, elle devient plus sauvage et plus agressive, capable de colères terribles et dévouées à Mimi. Palmon se digivolve pour la première fois en Togemon pour vaincre Monzaemon, alors possédé par une roue noire de Devimon. Ses attaques sont Punch éclair et Attaque cactus. |
| - Lillymon (リリモン, Lilimon) : Lillymon est la forme de Palmon au niveau ultime, obtenue en utilisant le symbole de la Sincérité. Contrairement à d'habitude, elle est bien plus petite que son niveau champion : sa taille ne dépasse pas celle d'un humain. Elle ressemble à une fée avec une fleur rose sur la tête et une autre en guise de jupe, des feuilles comme ailes et des lianes comme cheveux. Togemon se digivolve pour la première fois en Lillymon dans l'épisode 35, dans lequel Mimi, pleurant sincèrement le fait que son père ait presque été tué par DarkTyrannomon, active son symbole, permettant la digivolution au niveau ultime de son Digimon, qui parvint à dompter DarkTyrannomon. Son attaque principale est Canon-fleur. |
| - Rosemon (ロゼモン) : Rosemon est la forme de Palmon au niveau méga. Elle ressemble un peu à Lillymon mais en plus grande avec du rouge à la place du rose et utilise une paire de fouets. |

### Joe et Gomamon
- Joe Kido (城戸 丈, Kido Jō?) fait partie de l'équipe des digisauveurs et est d'un tempérament très nerveux et manque de confiance en lui. Il prend ses études très au sérieux et se plaint souvent sur les mauvaises conditions de vie du Digimonde. Mais il montre aussi son courage dans certains épisodes. Il est très responsable quand il veut et il recevra même le symbole des responsabilités, montrant ainsi sa meilleure qualité. Selon la tradition de sa famille, Joe devrait devenir docteur. Plus tard, son père acceptera de laisser son fils faire le travail qu'il veut. Mais en 2027, Joe devient docteur pour Digimon et travaille toujours avec Gomamon[réf. nécessaire]. Il a 12 ans lors de Digimon Adventure et 15 lors de Digimon Adventure 02[réf. nécessaire]. Il est doublé par Franck Tordjman en français, et Masami Kikuchi en japonais[7].
- Gomamon (ゴマモン) : Gomamon est un personnage fictif de l'univers Digimon. Il s'agit du partenaire Digimon de Joe Kido dans Digimon Adventure, et comme les autres, il réapparaît dans Digimon Adventure 02. Gomamon est une créature à fourrure blanche, sans nez, a de longues oreilles blanches aux bouts violets, a une crinière rouge-orangé, de longues griffes noires, et une longue queue. Sa fourrure épaisse lui permet de survivre dans des endroits très froids. C'est un Digimon marin de type antivirus et de niveau disciple. Lorsqu'il a rencontré Joe dans le premier épisode, Gomamon était sous sa forme en entraînement, Bukamon. Ensuite, il s'est digivolvé en Gomamon pour protéger Joe contre Kuwagamon[8]. Son attaque principale est Escadron poissons[N 1]. Il est doublé par Alexis Tomassian en français, et Junko Takeuchi en japonais[7].

Digivolutions
| - Pichimon (ピチモン) : Pichimon est la forme de Gomamon au niveau bébé. C'est l'un des plus petits Digimon du Digimonde, et il est si jeune qu'il ne parle pas correctement, mais il a un grand sens de la curiosité. Il n'apparaît qu'à une occasion, dans un flash-back, où il sort de son œuf. |
| - Bukamon (プカモン, Pukamon) : Bukamon est la forme de Gomamon au niveau entraînement, juste au-dessus du niveau Bébé. Bukamon ressemble à un petit ptérodactyle marron-violet et blanc, avec une mèche rouge-orangé. Comme tous les Digimon en Entraînement, Bukamon peut se battre, mais est parfaitement inoffensif. |
| - Ikkakumon (イッカクモン) [ika.ky.mɔn] : Ikkakumon est la forme de Gomamon au niveau champion, au-dessus du niveau disciple. C'est le premier niveau où la puissance d'attaque est réellement puissant. Il ressemble à un grand morse à fourrure blanche. Il possède une grande corne noire et des griffes rouges. Comme Gomamon, sa fourrure épaisse lui permet de survivre dans des endroits très froids. Ikkakumon a aussi utilisé comme ferry pour traverser l'eau. Il apparaît pour la première fois pour défendre Joe contre Unimon, qui était sous l'emprise d'une roue noire de Devimon. Son attaque principale est Torpille Harpon. |
| - Zudomon (ズドモン) : Zudomon est la forme de Gomamon au niveau ultime, obtenu grâce au symbole de la Responsabilité. Il ressemble à un morse-tortue géant. Il possède de longues griffes blanches, des pointes sortant de sa carapace, une fourrure orange et un marteau de métal. Il possède également une grande corne blanche, qui absorbe l'électricité. Il apparaît pour la première fois dans l'épisode 36 lorsque Joe rencontre MegaSeadramon à Tokyo, sur le Rainbow Bridge. Ses attaques sont Marteau vulcain et cornes et défenses.                                                                                               |
| - Vikemon (ヴァイクモン) : Vikemon est la forme de Gomamon au niveau méga. Il est très grand et ressemble à Zudomon mais avec de la fourrure comme Ikkakumon et possède deux boulets à piques au-dessus du dos. Son apparence rend hommage à la culture Viking. |
| - Plesiomon (プレシオモン) : Plesiomon est la forme alternative de Gomamon au niveau méga. Un Digimon à l'apparence d'un Plesiosaurus aux couleurs similaires à Gomamon. On peut voir ce dernier utiliser cette forme dans le jeu vidéo Digimon All-Star Rumble. |

### T.K. et Patamon

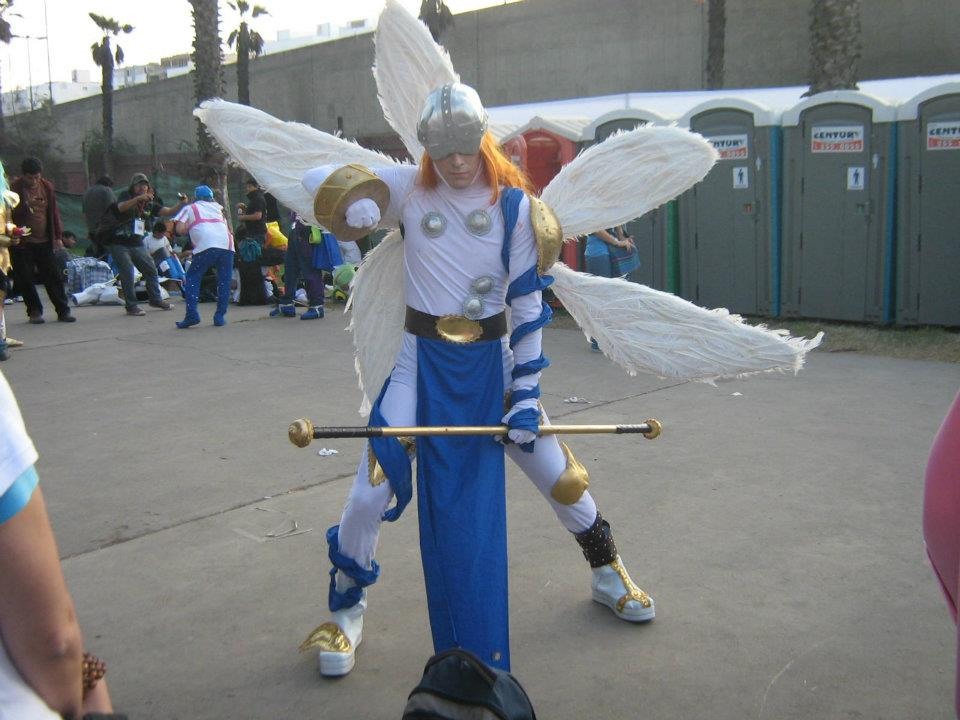
Costume d'Angemon.

- Takeru « T.K. » Takaishi (高石 タケル?) fait partie de l'équipe des digisauveurs et est un des personnages principaux des deux premières saisons. Son partenaire Digimon est Patamon, et il possède le symbole de l'espoir. T.K., du haut de ses 8 ans, est le plus jeune digisauveur de la première saison ; malgré son jeune âge, T.K. se montre assez indépendant et n'aime pas que son frère Matt, qui est aussi un digisauveur, le protège des dangers du Digimonde. De plus, T.K. montre une grande affection pour Tai, et lui demande même dans un épisode s'il veut bien être son grand frère, ce qui provoque la jalousie de Matt. Il est aussi très proche de Kari, la petite sœur de Tai, dont il sera amoureux lors de la deuxième saison. Mis à part ses relations avec les digisauveurs, T.K. est très attaché à Patamon, et souffrira beaucoup de sa disparition lorsqu'il se transformera en digi-œuf après le combat final contre Devimon. Trois ans plus tard, il craint encore de perdre Patamon au combat, et garde en lui une grande haine de « la puissance des ténèbres ». Il jouera un rôle crucial dans la lutte finale contre Piedmon : en effet, ce dernier avait transformé tous les digisauveurs (excepté T.K. et Kari) en porte-clés. Les deux amis tenteront de s'échapper des griffes du dernier maître de l'ombre pendant qu'Angemon essaie de lui barrer le chemin. Plus tard, il réussira à activer le symbole de l'espoir qui permettra à Angemon de se digivolver en MagnaAngemon. Ce dernier, avec l'aide de WarGreymon et de MetalGarurumon, vaincra Piedmon. Au tout début, T.K. n'était pas populaire auprès des téléspectateurs, mais la deuxième saison Digimon Adventure 02 a fait grimper sa popularité en flèche. Il est doublé par Marie-Eugénie Maréchal (enfant) et Thierry Bourdon (adolescent) en français, et par Hiroko Konishi (première saison) et Taisuke Yamamoto (deuxième saison) en japonais[7].
- Patamon (パタモン) : Patamon ressemble à un petit cochon d'inde orangé aux yeux bleus avec des ailes de chauve-souris. Il a souvent été confondu avec un cochon ou une souris volante[réf. nécessaire]. C'est un Digimon mammifère de type antivirus. Son attaque principale est Bulle Tonnerre[N 1]. Il est doublé par Natasha Geritssen (deux premières saisons) en français, et Miwa Matsumoto (deux premières saisons) en japonais[7].

Digivolutions
| - Poyomon (ポヨモン) : Poyomon est la forme de Patamon au niveau bébé. Il ressemble à une boule de couleur bleu ciel, il apparaît lorsqu'Angemon se sacrifie pour vaincre Devimon. |
| - Tokomon (トコモン) : Tokomon est la forme évoluée de Poyomon. Il s'agit d'une sorte de cochon d'inde avec des dents acérées. Il accueille T.K. lorsque les digisauveurs se retrouvent pour la première fois dans le Digimonde. |
| - Angemon (エンジェモン) [an.ʒe.mɔn] : Angemon est un Digimon angélique possédant six longues ailes blanches. Il possède une lance angélique qui se numérise pour concentrer son énergie en son poing droit, afin de lancer son attaque principale, la Main du Destin. C'est ainsi qu'il vaincu Devimon, le maître des ténèbres de l’île des fichiers binaire (dans l'épisode 13 de la première saison). Angemon sacrifia toute son énergie pour vaincre le démon, et fut détruit en même temps pour renaître en digi-œuf (et redevenir Poyomon). Il est le plus puissant des Digimons champions et est très redouté des Digimons virus, en particulier ceux des forces des ténèbres comme Devimon ou Myotismon. T.K. souffrira énormément de ce sacrifice.                              |
| - Pegasusmon (ペガスモン, Pegasmon) [peɡazy.mɔn] : forme cuirassé de Patamon, il apparait dans la saison deux, quand T.K plus âgé voit sur son digivice et celui de Kari deux digi-œufs, ils trouvent deux œufs dont un doré avec le symbole de l'espoir dessus, il ressemble à un cheval tout en or avec le symbole de l'espoir dessus. Dans la série Digimon Adventure: Patamon n'a pas besoin de digi-oeuf pour atteindre cette forme. |
| - MagnaAngemon (ホーリーエンジェモン, HolyAngemon) : MagnaAngemon est la forme d'Angemon au niveau ultime. Il s'agit d'un ange guerrier possédant la légendaire épée Excalibur. Il est invulnérable à la plupart des attaques grâce à un champ de protection invisible et ses huit longues ailes. Il ridiculise Piedmon (le maître suprême de l'ombre) et le détruit avec sa Porte du Destin qui l'envoie dans les profondeurs du Digimonde. L'espoir de T.K. fait apparaître MagnaAngemon et permit de rendre l'apparence de tous les autres transformé en porte clef par Piedmon grâce à son Magna Antidote. MagnaAngemon à la puissance d'un méga Digimon ce qui lui permit d'affronter de façon magistrale BlackWargreymon dans la deuxième saison, même s'il n'a pas pu le stopper. |
| - Seraphimon (セラフィモン) : Apparu pour la première fois dans Digimon, le film. Forme méga de Patamon, Seraphimon est un Séraphin (ange possédant 10 longues ailes). De nature pacifiste, il emploie la force qu'en dernier recours. Dans Digimon, le film, Séraphimon (aidé de Magnadramon) concentre sa force pour libérer l'un des digi-œufs dorés. Seraphimon possède une armure en chrome-digizoïd (métal très résistant de certain Digimon) et lorsqu'il n'y a plus d'autre solution, détruit ses ennemis avec les attaques : Septième ciel et Punch sacré. |
| - Goldramon (ゴッドドラモン, Goddramon) : Goldramon est la forme alternative de Patamon au niveau méga. Il n’apparaît que de la série Digimon Adventure: |

### Kari et Gatomon
- Kari Kamiya (八神 ヒカリ, Yagami Hikari?) est la petite sœur de Tai, et rejoindra les digisauveurs plus tard dans la série car elle n'a pas pu rejoindre le Digimonde plus tôt, étant donné qu'elle était malade au moment d'aller au camp de vacances. Elle apprécie beaucoup son frère et s'inquiète toujours pour les autres. Kari a reçu le symbole de la lumière ; elle semble être la seule à avoir des pouvoirs psychiques. Elle a 8 ans dans la première saison, et 11 ans dans la deuxième saison. Elle est doublée par Marie-Eugénie Maréchal (deux premières saisons) en français, et Kae Araki (deux premières saisons) en japonais[7].
- Gatomon (テイルモン, Tailmon?) : Gatomon est la partenaire Digimon de Kari dans Digimon Adventure, et comme les autres, il réapparaît dans Digimon Adventure 02. Gatomon est un Digimon félin anthropomorphe avec de grands yeux bleus et des gants jaune rayés tirant très légèrement sur le vert et dotés de griffes tranchantes. Gatomon est un petit chaton. C'est un Digimon de type antivirus et de niveau champion. Lorsqu'elle a rencontré Kari, elle travaillait pour Myotismon qui l'avait recueillie alors qu'elle était toute jeune et seule. Il a été très cruel avec elle mais elle lui a toujours été fidèle, jusqu'à rencontrer Kari qu'elle n'arriva pas à tuer car sa gentillesse la troublait. Grâce à Wizardmon, elle va comprendre qu'elle est le Digimon de Kari. Elle va ainsi se retourner contre Myotismon qu'elle a toujours haï et parviendra à le vaincre en se digivolvant en Angewomon. Gatomon est le seul des huit Digimon des digisauveurs à rester en mode champion, les autres redeviennent toujours au niveau disciple après la digivolution. Ses attaques sont Regard hypnotique et Griffes-attaque éclair[N 1]. Elle est doublée par Michèle Lituac en français et par Yuka Tokumitsu en japonais[7].

Digivolutions
| - SnowBotamon (ユキミボタモン) : Yukimi Botamon est la forme de Gatomon au niveau bébé. Il est identique à Botamon mais blanc au lieu de noir. |
| - Nyaromon (ニャロモン) : Nyaromon est la forme entraînement de Gatomon. Son origine est encore inconnue. |
| - Salamon (プロットモン, Plotmon) : Salamon est la forme de Gatomon au niveau disciple. Salamon ressemble à un chiot beige proche des épagneuls de chasse avec des longues oreilles tombantes. C'est à ce niveau que Myotismon en a fait son esclave. Son attaque principale est aboiement tonnerre. |
| - Nefertimon (ネフェルティモン) : Nefertimon, dit l'ange de lumière, est la forme de Gatomon au niveau Cuirassé, obtenu avec le digi-œuf de la Lumière. Il apparaît sous la forme d'un gigantesque sphinx avec la partie supérieure d'une femme humaine blanche et de style égyptienne et la partie inférieure d'un lion blanc aux griffe violet-rouge, mais garde ses gants griffus qui ressemble à celui que porte sa forme précédente du niveau champion, Gatomon. Ses attaques sont Sphinx attaque, et Griffe royale. |
| - Angewomon (エンジェウーモン) [ɑ̃ʒ.wɔ.mɔn] : Angewomon est la forme de Gatomon au niveau ultime. Elle apparait la première fois pour vaincre Myotismon grâce à son Arc Céleste fusionné avec l'énergie des autres Digimon. Elle ressemble à un ange, une version féminisée d'Angemon. Ses attaques sont Arc Céleste, et Charme Divin. |
| - Magnadramon (ホーリードラモン, Holydramon) : Magnadramon est la forme de Gatomon au niveau méga. Elle ressemble à une chèvre rose avec des cornes noires et contrairement à la plupart des Digimon de niveau méga elle n'a aucune protection sur le corps. Elle possède également une longue queue et des ailes d'où le fait qu'elle fasse partie des Digimon dits dramon. |
| - Ophanimon (オファニモン, Ofanimon) : Ofanimon est la forme alternative de Gatomon au niveau méga. Le mode déchu Ofanimon: Falldown Mode apparaît dans Digimon Adventure tri. - Chapitre 5 - Coexistence. Après que Kari soit devenue profondément déprimée en raison de la disparition de son frère, Nyaromon s'est digivolvé vers cette forme. Elle fusionne plus tard avec Raguelmon pour former Ordinemon. |

| Bébé 1      | Bébé 2   | Disciple | Champion    | Ultime          | Mega                    | Mega                    |
| ----------- | -------- | -------- | ----------- | --------------- | ----------------------- | ----------------------- |
| Botamon     | Koromon  | Agumon   | Greymon     | SkullGreymon    | Machinedramon           | Machinedramon           |
| Botamon     | Koromon  | Agumon   | Greymon     | MetalGreymon    | WarGreymon              | Omnimon                 |
| Punimon     | Tsunomon | Gabumon  | Garurumon   | WereGarurumon   | MetalGarurumon          | Omnimon                 |
| Nyokimon    | Yokomon  | Biyomon  | Birdramon   | Garudamon       | Phoenixmon              | Phoenixmon              |
| Yuramon     | Tanemon  | Palmon   | Togemon     | Lilymon         | Rosemon                 | Rosemon                 |
| Pabumon     | Motimon  | Tentomon | Kabuterimon | MegaKabuterimon | HerculesKabuterimon     | HerculesKabuterimon     |
| Pitchmon    | Bukamon  | Gomamon  | Ikkakumon   | Zudomon         | Vikemon                 | Vikemon                 |
| Poyomon     | Tokomon  | Patamon  | Angemon     | MagnaAngemon    | Seraphimon / Goldramon  | Seraphimon / Goldramon  |
| SnowBotamon | Nyaromon | Salamon  | Gatomon     | Angewomon       | Magnadramon / Ophanimon | Magnadramon / Ophanimon |

Ce tableau prend en compte les séries "Digimon Adventure", "Digimon Adventure 02", "Digimon Adventure Tri." et "Digimon Adventure: 2020".

### Davis et Veemon
- Davis Motomiya (本宮 大輔, Motomiya Daisuke?) est le principal protagoniste de la deuxième saison. Il découvre le Digimonde accidentellement, en traversant la porte du Digimonde avec T.K. et Kari. Après avoir réveillé son partenaire Veemon avec le symbole du Courage, il fait ses preuves avec ce dernier et reçoit de Tai le rôle de leader du nouveau groupe d'élus. D'un naturel têtu et vantard, il est éperdument amoureux de Kari (qui ne le lui rend pas très bien) et tisse au fil du temps une complicité très forte avec son partenaire Digimon. Il est très doué au football tout comme son idole Tai. Il possède les symboles Courage-amitié-miracle. Vingt-cinq ans plus tard, Davis devient vendeur de nouilles et élève un fils qui a hérité des mêmes lunettes que son père et un Demiveemon. Il est doublé par Fabrice Trojani en français, et Reiko Kiuchi en japonais.
- Veemon (ブイモン, V-Mon?) [vi.mɔn]  est un Digimon bleu de type dragon, dont la personnalité est similaire à celle de Davis. Il est doublé par Thierry Bourdon en français[29], et Junko Noda en japonais. Ses attaques sont Charge azur, et Punch azur[N 1]

Digivolutions
| - DemiVeemon (チビモン) : DemiVeemon est la forme de Veemon au niveau bébé. |
| - ExVeemon (エクスブイモン) : ExVeemon est la forme champion de Veemon. |
| - Paildramon (パイルドラモン) : Paildramon est la digivolution ADN de ExVeemon et Stingmon. Il est de niveau ultime. |
| - Imperialdramon (インペリアルドラモン) : Imperialdramon est le niveau Mega de Paildramon. Il a réussi a atteindre ce niveau à l'aide du pouvoir d'Azulongmon. Il possède plusieurs formes: Dragon Mode, Fighter Mode, Paladin Mode. |
| - Magnamon (マグナモン) : Magnamon est une forme Cuirassé de Veemon, obtenu avec le digi-œuf de des Miracles. Il a une puissance équivalente à un niveau méga.                                                                       |

### Ken et Wormmon
- Ken Ichijouji (一乗寺 賢, Ichijōji Ken?) apparaît pour la première fois sous les traits de l'Empereur des Digimon, un jeune homme qui pratique la cruauté envers les Digimons avec ses manipulations par des anneaux noirs, il est abusif, martyrisant et inhumain, car il ne prête pas attention à son Digimon Wormmon. Une fois l'Empereur vaincu par les protagonistes, les ténèbres envahissant l'esprit de Ken le quittent et ce dernier se découvre être un élu. D'abord plein de remords vis-à-vis des horreurs qu'il a fait vivre au Digimonde, il refuse de rejoindre le groupe. Mais après que Davis l'a raisonné, il accepte de devenir son ami et de le rejoindre dans son combat contre les ténèbres. Si Ken est un véritable génie, il est aussi très introverti. Avec Kari, il apprendra à s'ouvrir vers les autres, pas-à-pas. Son partenaire et assistant Digimon est Wormmon. Bien que son symbole eût été très utile contre Apocalymon (épisodes 53 et 54, première saison), il n'aurait pas pu les aider car, à cette période de sa vie, les ténèbres avaient déjà envahi son esprit empêchant son symbole de briller. Vingt-cinq ans plus tard, lui et Yolei se marient et ont trois enfants ; Yolei panique facilement comme toujours et est femme au foyer et Ken est détective. Il est doublé par Franck Tordjman en français, et Romi Park en japonais.
- Wormmon (ワームモン?) est une créature verte de type insecte. Wormmon possède la capacité de tisser une toile gluante grâce à sa bouche. Il est doublé par Donald Reignoux en français[29], et Naozumi Takahashi en japonais. Son attaque principale est Toile gluante[N 1].

Digivolutions
| - Minomon (ミノモン) : Minomon est la forme de Wormmon au niveau bébé. |
| - Stingmon (スティングモン) : Stingmon est la forme champion de Wormmon. |
| - Dinobeemon (ディノビーモン) : Dinobeemon est la digivolution ADN de Stingmon et ExVeemon. Il est de niveau ultime. C'est une forme alternative de Paildramon. (n'apparait pas dans l'animé) |
| - Imperialdramon (インペリアルドラモン) : Voir Veemon |

### Yolei et Hawkmon
- Yolei Inoue (井ノ上 京, Inoue Miyako?) [ jɔləi] est une nouvelle membre de la nouvelle génération. Elle est la plus âgée et de loin la plus énergique. Elle effectue sa première entrée dans le Digimonde avec Cody, avec qui elle réveille leurs partenaires respectifs, le sien étant Hawkmon, auquel elle est extrêmement attachée. Ses parents étant épiciers, Yolei rapporte souvent à manger aux Digimon quand ils sont présents dans le monde réel. Très directe, elle dit toujours ce qu'elle pense (Kari l'envie d'ailleurs beaucoup pour cette qualité) et tombe facilement amoureuse (Ken, Michael, Willis). Yolei développe, tout au long de la série, une grande amitié pour Sora et surtout Mimi (qu'elle admire beaucoup). Elle possède les symboles Amour-Sincérité. Vingt-cinq ans plus tard, elle et Ken se marient et ont trois enfants. Yolei panique facilement comme toujours et est femme au foyer. Ken est détective. Elle est doublée par Dorothée Pousséo en français, et Rio Natsuki en japonais.
- Hawkmon (ホークモン?) [okmɔn] est un petit Digimon volatile avec un plumage rouge et de larges pattes jaunes. Elle est doublée par Natacha Gerritsen en français[29], et Kōichi Tōchika en japonais. Ses attaques sont Rayon faucon, et Picobec[N 1].

Digivolutions
| - Poromon (ポロモン) : Poromon est la forme de Hawkmon au niveau bébé.                                                                           |
| - Aquilamon (アクィラモン) : Aquilamon est la forme champion de Hawkmon.                                                                         |
| - Silphymon (シルフィーモン) : Silphymon est la digivolution ADN de Aquilamon et Gatomon. Il est de niveau ultime.                               |
| - Valkyrimon (ヴァルキリモン) : Valkyrimon est la forme Mega de Silphymon. (n'apparait pas dans l'animé mais a été confirmé par d'autres médias) |

### Cody et Armadillomon
- Cody Hida (火田 伊織, Hida Iori?), neuf ans, veut tout savoir et pense comme un adulte, bien qu'il soit le plus jeune de l'équipe. Sage, calme et réfléchi, il connaît Yolei depuis son plus jeune âge car ils habitent dans le même immeuble. Il entre dans le Digimonde en même temps qu'elle, et se voit assigné comme compagnon Armadillomon, avec qui il entretiendra une relation très tendre. Il pratique le kendo régulièrement avec son grand-père. Il possède les symboles Connaissance-Responsabilité. Vingt-cinq ans plus tard, Cody devient avocat et élève une fille. Il est doublé par Dorothée Pousséo en français[29], et Megumi Urawa en japonais.
- Armadillomon (アルマジモン, Arumajimon?) [aʁ.ma.dijɔ.mɔn] est un Digimon de type mammifère (plus précisément un tatou entouré d'une solide carapace). Il est doublé par Thierry Bourdon en français[29], et Megumi Urawa en japonais. Ses attaques sont Coquidiam, et Tatouattaque[N 1].

Digivolutions
| - Upamon (ウパモン) : Upamon est la forme de Armadillomon au niveau bébé.                                                                                     |
| - Ankylomon (アンキロモン) [ɑ̃.kij.o.mɔn] : Ankylomon est la forme champion de Armadillomon.                                                                   |
| - Shakkoumon (シャッコウモン) : Shakkoumon est la digivolution ADN de Ankylomon et Angemon. Il est de niveau ultime.                                          |
| - SlashAngemon (スラッシュエンジェモン) : SlashAngemon est la forme Mega de Shakkoumon. (n'apparait pas dans l'animé mais a été confirmé par d'autres médias) |

| Bébé 1      | Bébé 2     | Disciple     | Champion  | Ultime                 | Mega           | Cuirassé                         |
| ----------- | ---------- | ------------ | --------- | ---------------------- | -------------- | -------------------------------- |
| Chibomon    | Demiveemon | Veemon       | ExVeemon  | Paildramon, Dinobeemon | Imperialdramon | Fladramon, Lightdramon, Magnamon |
| Leafmon     | Minomon    | Wormmon      | Stingmon  | Paildramon, Dinobeemon | Imperialdramon |                                  |
| Pururumon   | Poromon    | Hawkmon      | Aquilamon | Silphymon              | Valkyrimon     | Holsemon, Shurimon               |
| SnowBotamon | Nyaromon   | Salamon      | Gatomon   | Silphymon              | Valkyrimon     | Nefertimon                       |
| Tsubumon    | Upamon     | Armadillomon | Ankylomon | Shakkoumon             | SlashAngemon   | Digmon, Submarimon               |
| Poyomon     | Tokomon    | Patamon      | Angemon   | Shakkoumon             | SlashAngemon   | Pegasusmon                       |

Ce tableau prend en compte les séries "Digimon Adventure 02" et "Digimon Adventure Tri."

## Alliés

### Gennai
Gennai (ゲンナイ, Gennai) [dʒenai] est un mystérieux et vieil homme composé de données numériques guidant les digisauveurs dans leur quête. Il apparaît dans les épisodes 13 à 54 de la première saison. En général, il donne des indices sur ce que pourraient trouver les enfants dans leurs aventures et ainsi les aider à combattre leurs ennemis. Dans la deuxième saison, Gennai apparaît plus jeune et aide les digisauveurs dans le monde réel.

### Elecmon
Elecmon est l'un des personnages fictifs de l'univers Digimon. Il apparaît dans les épisodes 12 et 50 de Digimon Adventure. De niveau disciple et de type mammifère, il s'agit d'un Digimon rouge et bleu, à tête de lapin et à queue de coq. C'est aussi un Digimon curieux et est le gardien de la ville des bébés Digimon. Il apparaît dans l'épisode 12 de Digimon Adventure après avoir entendu les pleurs d'un bébé Digimon causés par T.K. et Patamon, qui visitaient la ville des bébés Digimon. Considérant alors les deux compères comme des envahisseurs, Elecmon attaque Patamon et les deux Digimon se battront jusqu'à ce que T.K., ayant peur que l'un des deux Digimon se blessent et ne voulant pas que les bébés se mettent à pleurer, interrompt leur combat. Pour les départager, T.K. leur propose un jeu de tir à la corde, jeu que Patamon gagnera. Elecmon s'excusera alors de s'être comporté ainsi et permettra à T.K. et à son partenaire Digimon de rester dans la ville aussi longtemps qu'ils le souhaiteront. Mimi, Palmon, Joe et Gomamon retrouveront Elecmon dans l'épisode 50, dans la ville des bébés Digimon, réduite en champ de ruine. Il les rejoindra dans leur lutte contre Piedmon une fois que les digisauveurs l'auront convaincu de venir à leurs côtés. Ses attaques sont Étincelle éclair, et Électro-attaque. Il est doublé par Antoine Nouel en français.

### Sukamon et Chuumon
Sukamon (スカモン) est un Digimon mutant de niveau champion qui ressemble à une matière fécale avec, à ses côtés, son compagnon de type rongeur Chuumon (チューモン, Chūmon). Les deux compères apparaissent pour la première fois lorsque Mimi et Palmon sont séparés des autres digisauveurs. Sukamon disparaît à la suite de l'apparition des Maîtres de l'ombre et Chuumon se fera éliminer par Piedmon en voulant protéger Mimi. Ils sont respectivement doublés par Erik Colin et Hervé Rey en français.

### Whamon
Whamon est le second et dernier Digimon à être sous l'emprise d'une roue noire rencontré par les sauveurs. Une fois la roue noire détruire, Whamon s'excuse du trouble et propose son aide aux digisauveurs pour les transporter via la mer. Il réapparaît dans l'épisode 41 pour sauver et protéger les enfants de MetalSeadramon, mais sera finalement tué durant le combat. Pourtant, il renaîtra et sauvera les nouveaux digisauveurs de MegaSeadramon (celui ayant été dans l'armée de Myotismon devenu esclave de l'Empereur des Digimons) dans l'épisode 16 de la Saison 2. Ses attaques sont Raz-de-marée, et Geyser-attaque. Il est doublé par Antoine Nouel en français.

### Piximon
Piximon (Piccolomon) est l'un des personnages fictifs de l'univers Digimon. Il apparaît dans les épisodes 18 et 40 de Digimon Adventure. Piximon est un Digimon de niveau ultime et de type lutin. Il s'agit d'un petit Digimon à tête rose et blanc, ayant une grande paire d'ailes blanches. Il peut faire de la magie avec sa lance qu'il emporte partout avec lui.
Piximon apparaît dans l'épisode 18 de Digimon Adventure lorsque Tai et Agumon, incapable de digivolver au niveau ultime, se font attaquer par Kuwagamon. Il les sauve et les conduit dans sa demeure, une jungle cachée dans le désert. Là, il entraîne les digisauveurs en leur imposant des épreuves comme nettoyer sa maison ou se passer de manger pendant une semaine. En même temps, les enfants obtiennent leurs scanners qui permettront par la suite à leurs Digimon de se digivolver au niveau ultime. Il réapparaît dans l'épisode 40 pour protéger les digisauveurs des Maîtres de l'ombre mais ces derniers le tueront. Ses attaques sont Bombapiège, et Queue magique. Il est doublé par Érik Colin en français.

### Andromon
Andromon apparaît dans les épisodes 5, 48-52 et 54. Andromon est un Digimon androïde découvert dans l'épisode par Sora, Tai et Joe Il attaque les digisauveurs à cause d'une roue noire de Devimon. Battu par Kabuterimon, il réapparaît dans les épisodes 48 et 49 pour pourchasser et détruire Machinedramon. Une fois ressuscité par MagnaAngemon, il participe au combat final face à Piedmon et une invasion de Vilemon, et revient avec les autres alliées pour féliciter les digisauveurs d'avoir vaincu Apocalymon. Ses attaques sont Lame lumière, et Pistolet-mitrailleur. Il est doublé par Régis Lang (épisode 5) puis Thierry Bourdon en français dans la saison 1, le rôle étant repris par Michel Prud'homme dans la saison 2.

### Leomon
Leomon apparaît dans les épisodes 8-14, 46 et 47. Protecteur de l'Île des Fichiers Binaires. Constamment contrôlé en esclave, il est délivré de l'emprise d'une roue noire au fur et à mesure de l'échec de Devimon. À la base, Ogremon est son éternel rival. Il revient plus tard digivolvé en SaberLeomon après une intense exposition des digivices de Tai, Matt, Izzy et Mimi. Il est tué par MetalEtemon en tentant de protéger Mimi. Son attaque principale est Leopoing. Il est doublé par Gérard Surugue en français, et Hiroaki Hirata en japonais.

### Ogremon
Ogremon [ɔɡ.ʁe.mɔn] apparaît dans les épisodes 8-13, 46 et 54. L'éternel rival de Leomon. Il est le seul Digimon à aider Devimon sans pour autant être sous l'emprise d'une roue noire. Une fois Devimon tué, Ogremon prend peur et fuit. Il réapparaît dans l'épisode 46, profondément blessé après un combat contre des Woodmon et du séisme causé par MetalEtemon. Mimi et Joe le soignent, et il est incroyablement touché de leur gentillesse après tous les problèmes qu'il leur a causé. Il s'allie à Joe et Mimi après la mort de Leomon, réalisant qu'il était plus qu'un rival, et accepte de combattre les "Maîtres de l'Ombre" aux côtés des digisauveurs. Il est présent dans le combat final contre Piedmon, et apparaît une fois Apocalymon vaincu pour féliciter les sauveurs, mais part après avoir pris la photo souvenir des alliés posant avec les sauveurs. Son attaque principale est Attaque massue. Il est doublé par Érik Colin en français, et Hisao Egawa en japonais.

### Wizardmon
Wizardmon [wiza.ʁdə.mɔn] est l'un des personnages fictifs de l'univers Digimon. Il apparaît dans les épisodes 30 à 37 de Digimon Adventure. Wizardmon est un Digimon de niveau champion. Il porte des vêtements en lambeaux, un chapeau pointu et une baguette magique. De plus, il peut lire dans les pensées et est très solitaire. Digimon vagabond, Wizardmon erre seul dans le Digimonde jusqu'au jour où Gatomon lui sauvera la vie. C'est à partir de ce jour qu'ils deviendront amis. Plus tard, Wizardmon a été recruté par Myotismon pour rechercher le huitième enfant. C'est d'ailleurs lui qui trouvera le digivice de Kari, mais se gardera bien de le dire à son maître : il préférera le dire à Gatomon. C'est grâce à lui que Gatomon découvrira qu'elle est le Digimon de Kari. Les deux compères vont ensuite fouiller le repère de Myotismon pour trouver le scanner de Kari, mais le Digimon vampire les surprend et jette Wizardmon à la mer. Ce dernier sera secouru plus tard par Zudomon, Joe, Patamon et T.K. Tous les cinq se rendront aussitôt à la station de télévision pour donner le digivice et le scanner à Kari. Voulant protéger Kari et Gatomon, Wizardmon sera tué par l'Attaque Macabre de Myotismon dans l'épisode 37. Ses attaques sont Tir foudroyant et Abracadabra. Il est doublé par Gérard Surugue en français, et Akira Ishida en japonais.

## Antagonistes principaux

### Devimon
Devimon (8–13) est le nom d'un personnage fictif de l'univers Digimon. Il fait son apparition dans la série Digimon Adventure et revient brièvement dans Digimon Adventure 02. Devimon est le premier antagoniste principal des digisauveurs. Il s'agit d'un champion Digimon de type virus, régnant en maître sur l'île des Fichiers Binaires ; il vivait dans un temple ressemblant à l'Acropole au sommet du Mont de l'Infini où il utilisait des roues noires pour prendre le contrôle des Digimon les plus puissants, tels que Meramon, Andromon, Monzaemon, Unimon, Leomon, Frigimon, Mojyamon, Centarumon, Drimogemon ou encore Whamon.
Ses roues noires sont vues pour la première fois dans l'épisode 3(N.B. : aucun lien n'a jamais été établi entre les roues noires et les anneaux maléfiques qui ont les mêmes caractéristiques, prendre le contrôle de Digimon), et il apparaît en personne dans l'épisode 8, où il ordonne d'éliminer les digisauveurs à Ogremon et à Leomon, ce dernier est pourtant un bon Digimon que Devimon a pris sous son contrôle. Lorsque les enfants atteignent l'hôtel au sommet du Mont de l'Infini, Devimon leur offre un magnifique dîner, et un bon bain chaud dans un sauna, pour pouvoir les attaquer lorsqu'ils seront hors de garde. Ensuite, il divise l'île pour les séparer et tente de les éliminer un par un, mais ils finissent par se regrouper, et libèrent même Léomon du contrôle de Devimon grâce à leurs digivices. Lors de leur affrontement final, Devimon fusionne avec toutes ses Roues Noires (sauf deux qui contrôlent encore Whamon et Drimogemon, ce dernier garde les scanners cachés dans une grotte au fond de la mer par Devimon et qui dans l'avenir permettront aux Digimon des digisauveurs de passer au niveau ultime, combinés avec les symboles), et devient ainsi gigantesque et extraordinairement puissant. Il résiste et met K.O Greymon, Garurumon, Birdramon, Kabuterimon, Togemon et Ikakumon par le pouvoir de sa « Main du Diable ». Il est finalement vaincu lorsque Patamon se digivolve en Angemon, et, utilisant l'énergie de tous les digivices, lance une puissante attaque, la Main du destin, qui anéantit Devimon.
Dans Digimon Adventure 02, Devimon réapparaît brièvement lorsque l'Empereur Digimon est à la recherche des pièces nécessaires pour mettre Kimeramon à la vie. Ignorant l'affirmation de Devimon que le pouvoir des ténèbres ne peut être contrôlé, l'Empereur Digimon récupère les données de Devimon, qui forment par la suite deux des bras de Kimeramon. Cela amène par la suite l'Empereur Digimon à être hanté par des visions de Devimon et perdre le contrôle de Kiméramon. Les visions s'arrêtent après que Kimeramon a été anéanti par Magnamon. Comme le montre sa lutte avec Léomon, Devimon est capable de se téléporter. Son attaque principale est la Main du Diable.
Devimon est doublé par Kaneto Shiozawa dans la version originale. Dans la version française, Michel Prudhomme assura le rôle durant la saison 1 puis dans les épisodes 19 et 20 de la saison 2.

### Etemon
Etemon (épisodes 15–20, 46–47) est un personnage fictif faisant son apparition dans Digimon Adventure. De niveau ultime et de type virus, ses attaques sont Réseau Mégabug, Concert crash et Primattaque. Ressemblant énormément à un singe, il possède des lunettes de soleil et un porte-clé Monzaemon à la hanche. Il s'agit d'un Digimon arrogant et prétentieux : il croit qu'il est une star du rock et qu'il est le Digimon le plus puissant. Il apparaît dans les épisodes 14 à 19 de Digimon Adventure. Sévissant sur le continent Serveur, il apparaît très vite comme le deuxième grand ennemi des digisauveurs. Lorsque les digisauveurs l'affrontent pour la première fois, ils sont incapables de le battre, même si tous leurs Digimon sont au niveau champion. Ils savent donc que pour le battre, il faut trouver tous les symboles mais Tai a essayé de forcer le destin : dans l'épisode 16, il gave Agumon pour qu'il devienne un Digimon de niveau ultime, ensuite Etemon leur impose un combat contre un Greymon, au service du primate. Le Greymon de Tai n'est pas de taille face à son jumeau, et donc Tai se met en danger pour qu'il se digivolve. Effectivement, Greymon se digivolve au niveau supérieur, mais sous la forme d'un SkullGreymon. Ce dernier vainc rapidement le Greymon d'Etemon mais il s'en prend à ses amis, finalement, SkullGreymon redevient Koromon. Enfin, dans l'épisode 19, les enfants décident de libérer Sora des griffes de Datamon, un Digimon robotique ennemi de Etemon habitant dans une pyramide. Ce dernier encercle l'édifice par son armée de Tyrannomon, de Monochromon et de Gazimon, mais les digisauveurs réussissent à contourner toute cette armée mais le primate réussit aussi à entrer dans la pyramide et cela débouche à un combat entre ce dernier et Datamon. Celui-ci finira par perdre en créant une brèche dans le réseau d'Etemon qui aspirera l'armée d'Etemon, Etemon lui-même, et Datamon. Etemon réussira à s'en sortir, en fusionnant avec son réseau. Finalement, Tai réussi à faire briller son symbole du courage, et Greymon se digivolvera en MetalGreymon. Ce dernier détruira Etemon avec son Giga-Blaster.
Etemon n'est pas encore détruit et se retrouve dans le néant où il récupérera ses données dans le but de se digivolver en MetalEtemon. Une fois ce but atteint, il se réfugie dans une météorite et atterri dans l'île des Fichiers Binaires dans l'espoir de prendre sa revanche sur les digisauveurs. Il retrouve Mimi, Joe, Palmon, Gomamon et Ogremon (qui avait rejoint les enfants pour la bataille contre les Maîtres de l'ombre). Mais MetalEtemon aura une altercation avec Puppetmon et, après un court combat, Leomon, digivolvé en SaberLeomon, emmène les enfants dans le restaurant de Digitamamon, désormais abandonné. Mais le primate métallique retrouve les enfants. SaberLeomon part le combattre mais MetalEtemon lui infligera une attaque mortelle. Se vantant que son armure est fait d'un métal indestructible, Gomamon, digivolvé en Zudomon aidé par son ami SaberLeomon, lui assure que son marteau est fait du même métal et l'utilise, de ce fait, pour provoquer une fissure dans son armure, et, avant de mourir, SaberLeomon l'achèvera par une attaque lancé dans la fissure de MetalEtemon. Il est doublé par Renaud Durand en français, et Yasunori Masutani en japonais.

### Myotismon
- Myotismon (Vamdemon) est un personnage faisant son apparition dans les deux premières saisons. La première apparition de Myotismon s'effectue dans l'épisode 22 de la première saison, sous la forme d'une silhouette. Son visage ne sera révélé que dans l'épisode 26. Très vite, il apparaît clair que Myotismon veut retrouver et éliminer le huitième digisauveur (il est d'ailleurs précisé dans la version japonaise que Vamdemon pense qu'il s'agit du huitième Digimon qui le détruira, d'où son envie de s'en débarrasser). Pour cela, il se rend dans le monde réel avec son armée, dirigée par DemiDevimon (Picodevimon en version originale) et Gatomon. Myotismon s'impose comme l'un des plus redoutables ennemis de la série (il est en tout cas celui qui y a sévi le plus longtemps). En effet, dans l'épisode 37 il résiste très facilement aux attaques combinées de MetalGreymon, WereGarurumon, Garudamon, MegaKabuterimon, Lillymon et Zudomon, c'est-à-dire la quasi-totalité des niveaux ultimes des Digimon des héros. Dans l'épisode 36, Lillymon est la malheureuse victime de la Griffe Cauchemar et de l'Attaque Macabre du Digimon fantôme. Enfin, dans l'épisode 33, WereGarurumon se fait battre à plate couture par Myotismon. C'est aussi l'un des Digimon les plus cruels (dans la version originale, il n'hésite pas à tuer ses propres serviteurs à savoir Pumpkinmon, Gotsumon et DarkTyrannomon). Il est à noter qu'en tant que vampire, il se nourrit de sang et ne supporte pas le soleil (il crée un brouillard artificiel pour pouvoir agir le jour). Dans l'épisode 37, il est vaincu par Gatomon, digivolvé en Angewomon. Néanmoins le brouillard plane toujours dans le ciel japonais. Ses attaques sont Attaque Macabre, et Foudre Écarlate[N 1] (Griffe Cauchemar est également une de ses attaques tirées de la série).

| - VenomMyotismon : Myotismon est effectivement loin d'être mort et s'est digivolvé en une nouvelle créature, VenomMyotismon (VenomVamdemon), qui est le premier Digimon du niveau méga à apparaître dans la série. Il est beaucoup plus puissant que Myotismon, quoiqu'il soit moins intelligent que ce dernier. VenomMyotismon s'avère vite doté d'une voracité incontrôlable. Étant donné que le fait de manger d'autres créatures augmente ses capacités, il commence par dévorer son plus fidèle serviteur, DemiDevimon. En dépit de ses forces supérieures et de son physique surdimensionné, il est de nouveau vaincu dans l'épisode 39 par WarGreymon et MetalGarurumon. Enfin, le brouillard impénétrable qui circonscrivait la ville se dissipe. Mais, il reviendra plus tard dans la série. Son attaque principale est Inferno. |
| - MaloMyotismon : Myotismon est révélé être le principal antagoniste de Digimon Adventure 02, son esprit s'étant réincarné dans le corps de Yukio Oikawa. De cette possession s'ensuivra les événements de la deuxième saison. À la fin de la saison, il se réincarne sous une ultime forme, MaloMyotismon (BelialVamdemon). À l'inverse de VenomMyotismon, MaloMyotismon est puissant et intelligent. Il possède aussi une personnalité bien plus sadique et cruelle, allant jusqu'à torturer et tuer ses propres serviteurs Arukenimon et Mummymon sous prétexte de tester ses nouveaux pouvoirs. Dans la version originale, le personnage est doublé par Ryūzaburō Ōtomo dans la première saison. Dans la deuxième saison, le rôle est repris par Toshiyuki Morikawa (le scénario explique qu'Oikawa et Myotismon ont la même voix à ce stade-là de l'histoire et Morikawa est justement l'interprète d'Oikawa (et de Mummymon)). Dans la version française, le personnage était incarné par Michel Prudhomme dans la première saison. Lors de son retour dans la saison 2, il est incarné par Antoine Nouel. Le rôle est repris par Érik Colin, une fois qu'il apparaît sous la forme de MaloMyotismon. |

### Maîtres de l’ombre
Les maîtres de l’ombre sont une organisation de la saga Digimon. Il s'agit des antagonistes majeurs du final de Digimon Adventure. Créés par Apocalymon, les maîtres de l'ombre sont quatre puissants Digimon de niveau méga, qui souhaitent détruire le Digimonde et la Terre au moyen d'une sorte de montagne en spirale. Chacun d'eux possède un territoire propre sur cette montagne, qui disparaît lorsque son maître est tué.

#### MetalSeadramon
MetalSeadramon (épisodes 40-42, 43) est un immense serpent de mer cyborg, et le plus grand des quatre maîtres de l'ombre. C'est aussi le premier croisé par les digisauveurs, qui, même avec tous leurs Digimon au niveau champion, n'ont pu le battre. Son territoire se constitue d'un océan, traversé uniquement par quelques îles. Il est finalement vaincu par WarGreymon lorsque ce dernier le détruit, furieux qu'il ait tué Whamon. MetalSeadramon est brutal, arrogant, violent et colérique. Néanmoins, c'est aussi le seul des maîtres de l'ombre à être une donnée, les trois autres étant de type virus. Peut-être en raison de cela, il apparaît comme le moins cruel : il préfère détruire complètement et vite ses ennemis plutôt que de les faire souffrir (au point de se disputer avec ses camarades à ce sujet), et ne tue pas ses propres servants pour le plaisir. Le seul cas où il tua l'un de ses subordonnés fut avec Scorpiomon, après que ce dernier eut échoué plusieurs fois à capturer les digisauveurs. Ses attaques sont Souffle de glace, et Torrent de puissance. Il est doublé par Thierry Bourdon en français, et Yuto Kazama en japonais.

#### Puppetmon
Puppetmon (Pinocchimon ; épisodes 40, 41, 43-47) est le plus petit maître de l'ombre, et celui que les digisauveurs ont mis le plus de temps à vaincre (bien que cela soit surtout dû à divers contretemps, tel que le retour d'Etemon : lorsque les digisauveurs affrontent enfin Puppetmon en face, ils ont très peu de mal à le vaincre). Il s'agit d'un pantin anthropomorphe, qui possède un aspect inspiré du personnage de Pinocchio, en plus sinistre. Puppetmon a une personnalité enfantine et capricieuse, il ne prend rien au sérieux, traite tout le monde (alliés et ennemis) comme ses « jouets », et se plait à s'amuser cruellement avec ses victimes. Son territoire se constitue d'une forêt et d'une maison en bois. Il sous-estime sérieusement les digisauveurs, ce qui causera sa perte. Puppetmon est finalement forcé de fuir lorsque les efforts combinés de Garudamon, WarGreymon et MegaKabuterimon permettent de détruire son arme. Il est ensuite rapidement détruit par MetalGarurumon. Il est doublé par Gérard Surugue en français, et Etsuko Kozakura en japonais.
Dans les versions américaine et française, plusieurs passages sont censurés. On peut citer l'épisode 43 : une scène, dans laquelle Puppetmon menace T.K. et lui tire dessus (sans réussir à le toucher) avec un pistolet, est coupée dans ces versions.

#### Machinedramon
Machinedramon (Mugendramon ; épisodes 40-41, 43, 48-49) est le maître de l'ombre ayant été vaincu le plus rapidement (deux épisodes), bien que sa puissance soit élevée. Il apparaît comme une sorte de dragon/chien robotique avec deux énormes canons sur le dos. Bien que sa voix soit plutôt calme, c'est une machine à tuer cruelle, brutale et agressive qui ne songe qu'à tout détruire, surtout les digisauveurs. C'est aussi le plus intelligent des quatre, comme on peut le voir dans ses plans (tel que traquer les digisauveurs en utilisant l'ordinateur d'Izzy). Son territoire est une ville habitée par des armées de robots. Machinedramon est finalement vaincu par WarGreymon, qui, renforcé par le symbole de la lumière, le met en pièces. Son attaque principale est Giga Canon. Il est doublé par Gérard Surugue en français, et Hisao Egawa en japonais.

#### Piedmon
Piedmon (Piemon ; épisodes 40-41, 43, 48, 49 et 50-52) est le plus puissant, démoniaque et cruel des maîtres de l'ombre. Il apparaît comme une version maléfique de Pierrot, et donc un clown. Ses principales attaques se basent sur ses épées, dont il a un contrôle absolu, mais il s'est également avéré capable de divers tours de magie redoutables, comme de la télékinésie, changement de son apparence physique ou même transformer les digisauveurs en porte-clés. Il est incroyablement puissant, capable de rivaliser avec les efforts combinés de WarGreymon et de MetalGarurumon. Son territoire couvre tout le reste de la Montagne, et comporte un château. Piedmon est vaincu par les efforts combinés de WarGreymon, de MetalGarurumon et de MagnaAngemon, lorsque les deux premiers parviennent à le pousser dans la porte du destin ouverte par le troisième. Son attaque principale est Épées carré d'as. Il est doublé par Renaud Durand en français, et Chikao Otsuka en japonais.
 (juillet 2022).
- Si vous ne connaissez pas le sujet, laissez ce bandeau (vous pouvez alors contacter les auteurs).
- Si vous supprimez le contenu mis en cause (vous pouvez préalablement contacter les auteurs),

argumentez précisément cette suppression dans la page de discussion
(un manque de référence n'est pas un argument ; une recherche réelle de référence doit avoir été effectuée, être formellement documentée).
Metaletemon et Venommyotismon auraient pu être candidats au titre de maitres de l'ombre, ils sont tous les deux au niveau mega et rivalisent avec les quatre précédents en termes de puissance. On pourrait croire qu'ils le sont étant donné leur présence dans le jeu vidéo Digimon ReDigitize en tant que boss secondaires juste avant le boss final.

### Apocalymon
Apocalymon est l'antagoniste final de la saison de Digimon Adventure. Il est formé à base de Digimon déchus que les digisauveurs ont vaincus durant les épisodes. Il est doublé par Gérard Surugue en français, et Chikao Otsuka en japonais.

## Antagonistes secondaires

### Kuwagamon
Kuwagamon est l'un des personnages fictifs de l'univers Digimon. Il apparaît dans les épisodes 1 ; 16 et 39 de Digimon Adventure. C'est un Digimon insectoïde de niveau champion, c'est un insecte rouge géant, dont la force rivalise avec Kabuterimon, son ennemi juré. Ses pinces géantes peuvent détruire tous les métaux. Digimon très agressif, Kuwagamon attaque les autres Digimon, le plus souvent, sans raison. Kuwagamon apparaît dans le premier épisode de Digimon Adventure peu après que les digisauveurs arrivent dans le Digimonde. Pour protéger les enfants, tous les Digimon, alors au niveau Entraînement, se digivolvent au niveau disciple et attaquent Kuwagamon ensemble. Très affaibli par cette rafale d'attaques, Kuwagamon utilise ses dernières forces pour détruire le bord de la falaise où les enfants s'étaient réfugiés. Ceci provoque la chute des digisauveurs dans la rivière, mais aussi celle du Digimon insecte qui finira noyé.
Un Kuwagamon plus gros que celui du premier épisode apparait dans l'épisode 16 de Digimon Adventure dans lequel il croisera les digisauveurs dans le désert du Continent Serveur. Kuwagamon, submergé par le sable, émerge et attaque Tai et Agumon. Ces derniers seront sauvés par Piximon qui détruira le Digimon insecte. Un autre Kuwagamon apparaît dans l'épisode 39 de Digimon Adventure, cette fois dans le monde réel. Kabuterimon tente de l'attaquer, en vain, puisque son attaque ne fait que le traverser. Il repartira dans le Digimonde en détruisant l'aile d'un avion, que Garudamon sauvera. Ses attaques sont Pince-cisaille, et Power Sabre.

### Shellmon
Shellmon est l'un des personnages fictifs de l'univers Digimon. Il apparaît dans les épisodes 2 et 41 de Digimon Adventure. C'est un Digimon marin de niveau champion, il porte une énorme coquille bleue. Du fait de sa mobilité réduite, il est très à l'aise dans l'eau et peut aisément creuser des trous sur les plages en utilisant le haut de sa coquille comme une véritable foreuse. Shellmon apparaît dans le deuxième épisode de Digimon Adventure pendant que les enfants prenaient leur repas sur une plage ayant d'étranges cabines téléphoniques, qu'il détruit au moment où il apparaît. Les Digimon ne peuvent pas l'affronter car ils sont épuisés de leur précédent combat contre Kuwagamon, sauf Agumon et Tai, qui, eux, ont déjà mangé. Ce dernier est enserré par le Digimon marin et Agumon est écrasé par ce dernier. Cependant, Shellmon est vaincu par Agumon, digivolvé en Greymon pour la première fois de la série.
Dans l'épisode 41, Shellmon réapparaît exactement au même endroit que lors de sa première rencontre avec les digisauveurs. Il est rapidement battu par Biyomon, Tentomon et Gomamon. Ses attaques sont Hydro-blaster, et Écrasattaque.

### Seadramon
Seadramon est l'un des personnages fictifs de l'univers Digimon. Il apparaît dans les épisodes 3 et 21 de Digimon Adventure. C'est un Digimon marin de niveau champion. C'est un serpent de mer bleu à tête jaune, le bout de sa queue ressemble à une feuille d'arbre.
Seadramon apparaît dans le troisième épisode de Digimon Adventure lorsque Tai et Agumon, qui montaient la garde vers un tramway, allument un feu de camp sur une feuille rouge, qui était en fait le bout de la queue de Seadramon, Furieux, il se réveilla et attaque les enfants tout en entraînant l'îlot où ils dormaient vers le rivage. Matt, non loin de là, nage vers Seadramon pour tenter de le battre avec Gabumon, en vain. Le serpent de mer en profite donc pour enserrer Matt avec sa queue. Heureusement, il est vaincu par Gabumon, digivolvé en Garurumon pour la première fois de la série. Dans l'épisode 21, à la télévision, au Japon, il attaque Odaiba, la ville de Tai. Son attaque principale est Souffle de glace.

### Kokatorimon
Kokatorimon (Cockatrimon) est l'un des personnages de l'univers Digimon. Il apparaît dans l'épisode 17 de Digimon Adventure. C'est un Digimon volatile de niveau champion. Sbire d'Etemon et capitaine d'un navire, Kokatorimon est un oiseau au plumage blanc, rouge sur le bout de la queue et violet sur le bout des ailes, doté une crête de plumes bleues, d'un bec pointu et de pattes très développées pour un oiseau. Ses dents de la mâchoire inférieure sont au dehors de sa bouche. De plus, Kokatorimon ne peut pas voler, ce qui l'irrite beaucoup.
Kokatorimon apparaît dans l'épisode 17 de Digimon Adventure lorsque les digisauveurs, perdus dans un désert, tombent nez à nez sur le bateau du Digimon volatile. Ils sont accueillis par des Numemon, qui forment l'équipage du navire de Kokatorimon. Ce dernier avait pour mission de voler les scanners des digisauveurs, et pour accomplir ce dessein, il pétrifie tous les digisauveurs, sauf Sora ; Mimi ; Biyomon et Palmon. Kokatorimon est battu par Togemon et Birdramon, mais dès que les digisauveurs quitteront le navire, le Digimon oiseau les attaque avec son navire, lequel percutera un cactus géant, et sous le choc, il explosera et fera voler Kokatorimon ce qu'il avait toujours souhaité avant qu'il meure dans l'explosion de son bateau. Ses attaques sont Boule de feu pétrifiante, et Épée-plume.

### Vademon
Vademon est l'un des personnages fictifs de l'univers Digimon. Il apparaît dans l'épisode 24 de Digimon Adventure. C'est un Digimon extra-terrestre, de niveau ultime. Il est intelligent, mais n'ayant pas de place dans son vaste cerveau pour la conscience, il veut donc une surabondance de la connaissance pour lui seul et la stupidité de tous ceux qu'il rencontre. Il attaque l'adversaire avec sa puissance spatiale. Vademon apparaît dans l'épisode 24 de Digimon Adventure lorsque Izzy Izumi et son Digimon Tentomon tombent dans sa poche dimensionnelle. Là, il réussit à convaincre Izzy à renoncer à sa curiosité, que Pabumon l'aidera à récupérer. Dans le même temps, Demidevimon voulait que Vademon lui remette le scanner de la Connaissance d'Izzy, mais une dispute éclate entre les deux Digimon. Cela a permis à Pabumon de se digivolver en Motimon, puis en Tentomon, puis en Kabuterimon, et enfin en MegaKabuterimon pour vaincre Vademon. L'attaque fatale de MegaKabuterimon détruit aussi la poche dimensionnelle de Vademon, le tuant, et permet au duo Digimon/digisauveur de s'enfuir. Ses attaques sont Laser Cosmique, et Rayon Extra-terrestre.

### Yukio Oikawa
Yukio Oikawa (及川 悠紀夫, Oikawa Yukio) est l'un des humains conscients de l'existence des Digimon. Enfant durant les années 1970, Oikawa était extrêmement seul et n'avait comme seul ami le père de Cody, Hiroki Hida. Les deux apprennent l'existence du Digimonde. Oikawa et Hiroki se promettent l'un et l'autre d'atteindre ensemble le Digimonde. Cependant, Hiroki meurt quelques années plus tard, et Oikawa se sent trahi ; Oikawa est d'ailleurs l'un des nombreux témoins des événements de Tokyo le 3 août 1999 lorsque les digisauveurs partaient pour le Digimonde. À ce moment de deuil et de faiblesse, Oikawa permet à l'âme de Myotismon de posséder son corps, en contrepartie d'une visite dans le Digimonde. Cependant, Oikawa est manipulé sans scrupule par Myotismon, et celui-ci a créé de deux ses sbires les plus fidèles : Arukenimon et Mummymon.

### Arukenimon et Mummymon
Arukenimon (Archnemon dans la version japonaise), est une créature fictive issue de l'animé Digimon Adventure 02. Elle apparaît comme un Digimon mi-femme mi-araignée d'une nature coquette et cruelle. Son nom fait directement référence à Arachne, personnage mythologique transformé en arachnide par Athéna. Elle a été créée à partir de l'ADN de Yukio Oikawa dans le but de combattre la seconde génération de digisauveurs et détruire le monde digital. Au cours de la saison 2 (épisodes 24 à 32), Arukenimon a créé de méchants Digimon à partir des Tours Noires qui ont tous été détruits : Thundermon, Snimon, Rockmon, Minotarumon, Okuwamon, BlackWargreymon, Blossomon, une armée de Mammothmon et Knightmon. Arukenimon et son complice, Mummymon, seront éliminés par MaloMyotismon, devenu plus puissant grâce au pouvoir des spores noires, dans l'épisode 48 de la série et parce qu'il n'avait plus besoin d'eux. Les attaques d'Arukenimon sont Arachno-attaque, et Veuve noire. Celles de Mummymon sont Attaque Sarcophage, et Necrophobie.

### BlackWarGreymon
BlackWarGreymon est un Digimon maléfique crée à partir du corps et des gènes de Wargreymon (et de cents tours noires). Ils ont donc la même taille et la même forme étant donné que ce sont des copies. La seule différence est que BlackWarGreymon est noir comme son nom l'indique et son armure est noire avec du gris et un peu de jaune comme pour les cheveux (contre rouge pour WarGreymon). Lui et son double se sont affrontés seuls à seuls et ses attaques sont: Méga-Griffes Attaque avec le feu en rouge, Tornade Noire avec le feu en noir et son attaque spéciale est Attaque Dragon (une grosse boule de feu rouge contre orange pour celle de son double qui est la Terra Force). Il sera tué dans l'épisode 47 de la saison 2, blessé mortellement par Myotismon.